# Трофимов, Виктор Фёдорович
Виктор Фёдорович Трофимов (30 января 1939 — 3 апреля 2011) — советский и российский художник.

## Биография
Родился в 1939 году в городе Киселёвске (на территории современной Кемеровской области).
В 1965 году окончил Ленинградское Высшее художественно-промышленное училище им. В.Мухиной (первая премия и диплом первой степени на выставке дипломных работ архитектурных ВУЗов Ленинграда).
С 1965 года — участник городских, областных, региональных и всероссийских выставок.
С 1977 года член Союза художников СССР (с 1992 — ВТОО «Союз художников России»).
Избирался председателем правления Новгородской организации «Союз художников России».
В 2001 году избран академиком Международной академии Информатизации в Генеральном Консультативном Статусе ООН и Всемирного Информациологического Парламента.
В 2007 году избран академиком Петровской Академии наук и искусств.
Главное место в творчестве Трофимова В. Ф. занимала станковая живопись — плод многолетнего наблюдения автором реки человеческой жизни во времени. «Я пишу то, что думаю, то, что проходит перед моими глазами, — говорил Виктор Фёдорович, — то, как я оцениваю те изменения (социальные и политические), которыми насыщена сегодняшняя жизнь. Однако я не хотел бы быть просто её иллюстратором, ведь существуют стихи и существует рифмованная проза, в которой (в отличие от стихов) отсутствует музыка, что делает такую прозу похожей на рифмованный протокол. Я же всегда стремлюсь наполнить свою жизнь поэзией и музыкой, именно это способно сделать её искусством».
Художник склонен к большим размерам картин и многофигурный композициям. Он говорил: «Мне больше нравится Мир, созданный Богом, а не человеком, поэтому в моих картинах почти нет городских пейзажей». Работы Виктора Трофимова хранятся в Государственном музее художественной культуры Новгородской земли и других музеях.

## Награды
- «Заслуженный художник Российской Федерации» (2006)
- Почётная грамота Секретариата правления Союза художников РСФСР — «За большие творческие успехи в развитии Российского искусства»
- Почётный диплом Союза художников РСФСР «За творческие достижения в области развития монументального искусства России»
- Почётная грамота Секретариата правления Союза художников РСФСР — «За активную творческую деятельность в области развития монументального искусства России и большую общественную работу на благо „Союза художников России“»
- Диплом Союза художников России за произведение «Песни белых ночей»